# Елизабет (филм)
Вижте пояснителната страница за други значения на Елизабет.
„Елизабет“ (на английски: Elizabeth) е британски биографичен филм от 1998 г. на режисьора Шекхар Капур. Премиерата е на 8 септември 1998 г. на кинофестивала във Венеция, а по кината във Великобритания филмът излиза на 23 октомври 1998 г.
Продължението „Елизабет: Златният век“ излиза през 2007 г.

## Актьорски състав
- Кейт Бланшет – Елизабет I
- Джефри Ръш – Франсис Уолсингам
- Кристофър Екълстън – Томас Хауърд
- Джоузеф Файнс – Робърт Дъдли
- Ричард Атънбъро – Уилям Сесил
- Кати Бърк – Мария I Тюдор
- Фани Ардан – Мари дьо Гиз
- Венсан Касел – Анри III
- Емили Мортимър – Кат Ашли
- Кели Макдоналд – Летис Ноулз
- Джон Гилгуд – Пий V
- Даниел Крейг – Джон Балард

## Награди и номинации
| Категория                           | Номиниран(и)              | Резултат                |
| Оскар (21 март 1999 г.)             | Оскар (21 март 1999 г.)   | Оскар (21 март 1999 г.) |
| ----------------------------------- | ------------------------- | ----------------------- |
| Най-добър грим                      | Най-добър грим            | награда                 |
| Най-добър филм                      | Най-добър филм            | номинация               |
| Най-добри декори                    | Най-добри декори          | номинация               |
| Най-добри костюми                   | Най-добри костюми         | номинация               |
| Най-добра кинематография            | Реми Адефарасин           | номинация               |
| Най-добра филмова музика            | Дейвид Хършфелдър         | номинация               |
| Най-добра женска роля               | Кейт Бланшет              | номинация               |
| Награда на БАФТА (11 април 1999 г.) |                           |                         |
| Най-добър британски филм            | Най-добър британски филм  | награда                 |
| Най-добър грим и прически           | Най-добър грим и прически | награда                 |
| Най-добра кинематография            | Реми Адефарасин           | награда                 |
| Най-добра филмова музика            | Дейвид Хършфелдър         | награда                 |
| Най-добра актриса в главна роля     | Кейт Бланшет              | награда                 |
| Най-добър актьор в поддържаща роля  | Джефри Ръш                | награда                 |
| Най-добър филм                      | Най-добър филм            | номинация               |
| Най-добри декори                    | Най-добри декори          | номинация               |
| Най-добри костюми                   | Най-добри костюми         | номинация               |
| Най-добра режисура                  | Шекхар Капур              | номинация               |
| Най-добър оригинален сценарий       | Майкъл Хърст              | номинация               |
| Най-добър филмов монтаж             | Джил Билкок               | номинация               |
| Златен глобус (24 януари 1999 г.)   |                           |                         |
| Най-добра актриса в драматичен филм | Кейт Бланшет              | награда                 |
| Най-добър филм – драма              | Най-добър филм – драма    | номинация               |
| Най-добър режисьор                  | Шекхар Капур              | номинация               |
| Сателит (17 януари 1999 г.)         |                           |                         |
| Най-добри костюми                   | Най-добри костюми         | награда                 |
| Най-добра актриса в драматичен филм | Кейт Бланшет              | награда                 |
| Най-добър филм – драма              | Най-добър филм – драма    | номинация               |
| Най-добри декори                    | Най-добри декори          | номинация               |
| Най-добър режисьор                  | Шекхар Капур              | номинация               |
| Емпайър (1999 г.)                   |                           |                         |
| Най-добра актриса                   | Кейт Бланшет              | награда                 |